# 5 Pułk Ułanów Wielkopolskich
5 Pułk Ułanów Wielkopolskich (5 p.uł.) – oddział kawalerii Armii Wielkopolskiej.
Głównodowodzący Sił Zbrojnych Polskich w byłym zaborze pruskim, gen. piechoty Józef Dowbor-Muśnicki rozkazem dziennym nr 201 z 24 lipca 1919 mianował ppłk. Augusta Brochwitz-Donimirskiego dowódcą 5 Pułku Ułanów Wielkopolskich i polecił mu przystąpić do organizacji tego oddziału. W rozkazie dziennym nr 203 z 30 lipca 1919 sprostowano numer jednostki na 4 Pułk Ułanów Wielkopolskich. Rozkazem dziennym nr 205 z 2 sierpnia 1919 pułk otrzymał nazwę wyróżniającą „Nadwiślański”.